# Vladimír Krčméry
Vladimír Krčméry (23. července 1960 – 20. prosince 2022 Bratislava) byl slovenský lékař, odborník na tropickou medicínu a infektologii. Byl zakladatelem zdravotnických a sociálních zařízení v zemích třetího světa. Byl zřizovatelem Vysoké školy zdravotníctva a sociálnej práce sv. Alžbety v Bratislavě (VŠZaSP), jejímž byl rektorem. Ministerstvo zdravotnictví Slovenské republiky v roce 2007 zřídilo na jeho podnět Národní referenční centrum pro tropické nemoci v Bratislavě, jako specializované pracoviště Ústavu veřejného zdravotníctva a VŠZaSP.

## Život
Narodil se v rodině vědce a lékařky. V roce 1985 absolvoval Lékařskou fakultu Univerzity Komenského v Bratislavě. Postgraduální vzdělání získal na Slovensku a na univerzitách ve Spojených státech, Česku a ve Spojeném království. Získal dva čestné doktoráty - na americké soukromé Katolicko-jezuitské univerzitě v Scrantonu (2007) a na Jihočeské univerzitě v Českých Budějovicích (2006).
Profesionálně začal působit v roce 1985 na Klinice infekčních nemocí ve Fakultní nemocnici v Bratislavě. Odtud odešel pracovat do Onkologického ústavu sv. Alžběty v Bratislavě, kde byl primářem Oddělení klinické farmakologie. V roce 1992 přišel na podnět profesora Júlia Kováče z lékařské fakulty do Trnavy, aby zde obnovil Trnavskou univerzitu. Založil nejdříve zdravotnickou sekci a o dva roky později i fakultu zdravotnictví, na které byl dvě funkční období děkanem. Poté byl i prorektorem a krátké období i předsedou senátu. Chtěl, aby byla v Trnavě univerzita mezinárodního rozměru. To se mu i částečně podařilo, neboť začala působit i v zahraničí, konkrétně v Keni, kde rozjel s kolegy nejen humanitární, ale i vědecké a pedagogické projekty. Působil též jako profesor farmakologie na univerzitě v Brně (od roku 1997). V letech 1998–2001 pracoval jako profesor zdravotnického managementu a administrativy na University of Scranton. V roce 2002 založil neziskovou organizaci a soukromou Vysokou školu zdravotnictví a sociální práce sv. Alžběty v Bratislavě, která má několik detašovaných pracovišť po celém Slovensku a vzdělává studenty kromě Slovenska i v Česku, Rumunsku, Rakousku, Srbsku i v Africe v oblasti zdravotnictví, sociální práce, a zároveň pomáhá svými rozvojovými projekty v zemích třetího světa. Zároveň založil Tropický tým Vysoké školy zdravotnictví a sociální práce sv. Alžběty složený ze zdravotníků, lékařů a sociálních pracovníků. První léčebně-charitativní projekt vznikl v Kambodži a byl nazvaný House of family. Jde o dětské domovy pro děti z ulice nakažené virem HIV. Podobných projektů následně vzniklo přes sto. Ošetří se v nich ročně 50 tisíc chudých.
V roce 2006 vzbudil zájem médií případ syna tehdejšího předsedy Slovenské národní strany Jána Sloty, Jána Sloty mladšího, který se vrátil z afrického Beninu nakažený malárií a ležel v nemocnici v ohrožení života. Profesor Krčméry tehdy přivezl ze zahraničí speciální léky, které na Slovensku nebyly dostupné, a které Janu Slotovi mladšímu zachránily život. Zásoby antimalarik ani znalosti slovenských lékařů nebyly tehdy dostatečné. To vyvolalo společenskou debatu, jejímž výsledkem bylo zřízení Národního referenčního centra pro tropické choroby na Slovensku v Bratislavě (2007), mj. při Krčméryho škole.
Od února roku 2007 byl Krčméry ustanoven rektorem VŠZaSP. V prosinci roku 2008 však odstoupil na protest proti ministrovi školství Jánu Mikolajovi (SNS), který zveřejňoval informace o vysoké škole ještě před ukončením prověrek a chtěl změnit statut VŠZaSP na odbornou vysokou školu, ačkoli v roce 2008 Akreditační komise ministerstva školství doporučila VŠZaSP zařadit mezi univerzity a VŠZaSP se tak měla stát první slovenskou soukromou univerzitou. V roce 2011 se Krčméry rektorem stal znovu.
Jako věřící se dlouhodobě veřejně angažoval za práva nenarozených dětí.